# Acherontides pappogeomysae
Acherontides pappogeomysae är en urinsektsart som beskrevs av Palacios-Vargas och Gòmez-Anaya 1996. Acherontides pappogeomysae ingår i släktet Acherontides och familjen Hypogastruridae. Inga underarter finns listade i Catalogue of Life.